# Наукан
Наука́н (русская адаптация наукан. Нывуӄаӄ «дернистое» — от нывуӄ «дёрн») — заброшенный эскимосский посёлок на мысе Дежнёва. 
До 1958 года являлся самым восточным поселением Евразии, но затем уступил это звание Уэлену. Ныне в качестве урочища входит в российскую часть природо-этнического парка «Берингия» (участок «Уэлен»).

## История
Наукан был основан примерно в XIV веке. В 1648 году близ Наукана был разбит один из кочей Семёна Дежнёва, которому теперь на этом месте стоит несколько памятников, в том числе бюст на горе Ингегрук, деревянный крест 1910 года постройки и памятник-маяк архитектора Б. К. Семененко (1956 года). В этом посёлке жили косторез Хухутан и эскимосская поэтесса Зоя Ненлюмкина. По дороге из Уэлена и Наукана в село Лаврентия и Нунямо, люди делали остановку на мысе Леймин, где набирали снег.
Посёлок был расформирован в 1958 году в рамках кампании по укрупнению сельских районов. Перед выселением в Наукане проживало около четырёхсот человек, насчитывалось тринадцать родов. Негласно выселение происходило с 1954 года и связано было, как предполагают, со стратегическими задачами возможного военного противостояния с США; формально оно завершилось 20 ноября 1958 года решением № 165 исполкома Чукотского районного Совета депутатов трудящихся. При переселении были рассеяны носители науканского языка (эскимосские языки), будучи частично поселены вместе с чукчами, либо переселены в места распространения другого эскимосского языка — чаплинского. Большинство эскимосов из Наукана были переселены в посёлок Нунямо, которого теперь также не существует; в настоящее время отдельные семьи эскимосов из Наукана проживают в чукотских посёлках Уэлен, Лаврентия и Лорино, а также в эскимосских посёлках Новое Чаплино, Сиреники и Уэлькаль и в городах Анадырь, Магадан. В конечном счёте это расселение науканцев привело к почти полному вымиранию языка.
От науканских жилищ-яранг остались каменные стены, возвышающиеся среди травы. Также сохранились вешала  — вкопанные в землю нижние челюсти китов, на которых в зимнее время подвешивались байдары из моржовой кожи, чтобы их не сгрызли собаки.
В 2018 году попытка поставить памятные знаки «православным покорителям Чукотки» в окрестностях урочища вызвала споры между администрацией «Берингии» и православными активистами.
В 2019 году Наукан, поселение и могильник Эквен, поселение Нунак, представляющие культуру морских арктических зверобоев, вошли в российский предварительный список объектов ЮНЕСКО.